# A Gyilkos elmék: Túl minden határon epizódjainak listája
A Gyilkos elmék: Túl minden határon c. sorozat 2015. április 8-án vette kezdetét egy bevezető epizóddal az Amerikai Egyesült Államokban, az első évad 2016. március 16-án kezdődött. A sorozat 2 évad után 2017. május 17-én befejeződött.

## Évados áttekintés
| Évad | Évad | Részek száma | Részek száma | Eredeti sugárzás  | Eredeti sugárzás | Eredeti adó | Magyar sugárzás     | Magyar sugárzás    | Magyar adó |
| Évad | Évad | Részek száma | Részek száma | Évadbemutató      | Évadzáró         | Eredeti adó | Évadbemutató        | Évadzáró           | Magyar adó |
| ---- | ---- | ------------ | ------------ | ----------------- | ---------------- | ----------- | ------------------- | ------------------ | ---------- |
|      | 1.   | 13           | 13           | 2016. március 16. | 2016. május 25.  | CBS         | 2016. augusztus 24. | 2016. november 16. | AXN        |
|      | 2.   | 13           | 13           | 2017. március 8.  | 2017. május 17.  | CBS         | 2017. május 10.     | 2017. augusztus 2. | AXN        |

## Epizódok

### Bevezető epizód (2015)
| Sor. | Év. | Cím                                 | Rendező       | Író          | Premier                           | Nézettség         |
| ---- | --- | ----------------------------------- | ------------- | ------------ | --------------------------------- | ----------------- |
| 1.   | 1.  | Minden határon túl (Beyond Borders) | Glenn Kershaw | Erica Messer | 2015. április 8. 2015. július 15. | 10,39 millió n.a. |

### Első évad (2016)
| Sor. | Év. | Cím                                                | Rendező            | Író                 | Premier                                | Nézettség        | Gyártási szám |
| ---- | --- | -------------------------------------------------- | ------------------ | ------------------- | -------------------------------------- | ---------------- | ------------- |
| 1.   | 1.  | Vadászat (The Harmful One)                         | Colin Bucksey      | Erica Messer        | 2016. március 16. 2016. augusztus 24.  | 8,88 millió n.a. | 101           |
| 2.   | 2.  | Szüret (Harvested)                                 | Rob Bailey         | Erica Meredith      | 2016. március 23. 2016. augusztus 31.  | 7,78 millió n.a. | 102           |
| 3.   | 3.  | Tagadás (Denial)                                   | Rod Holcomb        | Adam Glass          | 2016. március 30. 2016. szeptember 7.  | 7,07 millió n.a. | 103           |
| 4.   | 4.  | Suttogó halál (Whispering Death)                   | Larry Teng         | Adam Glass          | 2016. április 6. 2016. szeptember 14.  | 7,44 millió n.a. | 104           |
| 5.   | 5.  | Magányos szív (The Lonely Heart)                   | Constantine Makris | Ticona S. Joy       | 2016. április 6. 2016. szeptember 21.  | 6,98 millió n.a. | 105           |
| 6.   | 6.  | Félbetört szerelem (Love Interrupted)              | Paul A. Kaufman    | Adam Glass          | 2016. április 13. 2016. szeptember 28. | 7,91 millió n.a. | 106           |
| 7.   | 7.  | Vándorok (Citizens of the World)                   | Alec Smight        | Matthew Lau         | 2016. április 20. 2016. október 5.     | 7,55 millió n.a. | 107           |
| 8.   | 8.  | Bolondok napja (De Los Inocentes)                  | Jeannot Szwarc     | Christopher Barbour | 2016. április 27. 2016. október 12.    | 6,58 millió n.a. | 108           |
| 9.   | 9.  | A fejvadász (The Matchmaker)                       | Matt Earl Beesley  | Tim Clemente        | 2016. május 4. 2016. október 19.       | 6,82 millió n.a. | 109           |
| 10.  | 10. | Iqiniso (Iqiniso)                                  | Laura Belsey       | Christopher Barbour | 2016. május 11. 2016. október 26.      | 6,05 millió n.a. | 110           |
| 11.  | 11. | Nick és Nat balladája (The Ballad of Nick and Nat) | Jeremiah Chechik   | Daniele Nathanson   | 2016. május 11. 2016. november 2.      | 5,94 millió n.a. | 111           |
| 12.  | 12. | El Toro Bravo (El Toro Bravo)                      | Tawnia McKiernan   | Erica Meredith      | 2016. május 25. 2016. november 9.      | 5,74 millió n.a. | 112           |
| 13.  | 13. | Papíron árva (Paper Orphans)                       | Félix Alcalá       | Erica Messer        | 2016. május 25. 2016. november 16.     | 5,19 millió n.a. | 113           |

### Második évad (2017)
| Sor. | Év. | Cím                                                 | Rendező            | Író                 | Premier                            | Nézettség        | Gyártási szám |
| ---- | --- | --------------------------------------------------- | ------------------ | ------------------- | ---------------------------------- | ---------------- | ------------- |
| 14.  | 1.  | elveszett lelkek (Lost Souls)                       | Alec Smight        | Erica Messer        | 2017. március 8. 2017. május 10.   | 5,35 millió n.a. | 201           |
| 15.  | 2.  | A firenzei rém (Il Mostro)                          | Leon Icasho        | Erica Messer        | 2017. március 15. 2017. május 17.  | 5,37 millió n.a. | 202           |
| 16.  | 3.  | Az ördög lehelete (The Devil's Breath)              | Oz Scott           | Adam Glass          | 2017. március 22. 2017. május 24.  | 4,78 millió n.a. | 203           |
| 17.  | 4.  | Egy csinos szőke lány (Pretty Like Me)              | Greg Prange        | Daniele Nathanson   | 2017. március 29. 2017. május 31.  | 4,97 millió n.a. | 204           |
| 18.  | 5.  | Hamupipőke és a sárkány (Cinderella and the Dragon) | Diana Valentine    | Matthew Lau         | 2017. április 5. 2017. június 7.   | 4,61 millió n.a. | 205           |
| 19.  | 6.  | A gyártás helye (Made In...)                        | Jeannot Szwarc     | Erica Meredith      | 2017. április 12. 2017. június 14. | 5,74 millió n.a. | 206           |
| 20.  | 7.  | La Huesuda (La Huesuda)                             | Rod Holcomb        | Adam Glass          | 2017. április 12. 2017. június 21. | 4,72 millió n.a. | 207           |
| 21.  | 8.  | Pankration (Pankration)                             | Laura Belsey       | Ticona S. Joy       | 2017. április 19. 2017. június 28. | 4,74 millió n.a. | 208           |
| 22.  | 9.  | Bumeráng (Blowback)                                 | Nina Lopez-Corrado | Christopher Barbour | 2017. április 26. 2017. július 5.  | 4,56 millió n.a. | 209           |
| 23.  | 10. | A bűnös (Type A)                                    | Christoph Schrewe  | Tim Clemente        | 2017. május 3. 2017. július 12.    | 5,00 millió n.a. | 210           |
| 24.  | 11. | Az engedelmes (Obey)                                | Gus Makris         | Daniele Nathanson   | 2017. május 10. 2017. július 19.   | 4,85 millió n.a. | 211           |
| 25.  | 12. | A jeti (Abominable)                                 | Jennifer Lynch     | Matthew Lau         | 2017. május 17. 2017. július 26.   | 4,87 millió n.a. | 212           |
| 26.  | 13. | A rigai mészáros (The Ripper of Riga)               | Mikael Salomon     | Adam Glass          | 2017. május 17. 2017. augusztus 2. | 4,16 millió n.a. | 213           |